# Beatmesse
Eine Beatmesse ist ein christlicher Gottesdienst, dessen musikalische Gestaltung in den Anfängen im Wesentlichen auf Beatmusik von Beatbands beruhte, bald aber auch das Neue Geistliche Lied und Christliche Popmusik einschloss. Sie kann als zeitgenössische Form einer Messkomposition verstanden werden. Der Begriff ist abgeleitet von der katholischen heiligen Messe, wurde jedoch auch auf Gottesdienste anderer Konfessionen übertragen und schon im Anfang ökumenisch gefeiert.

## Geschichte

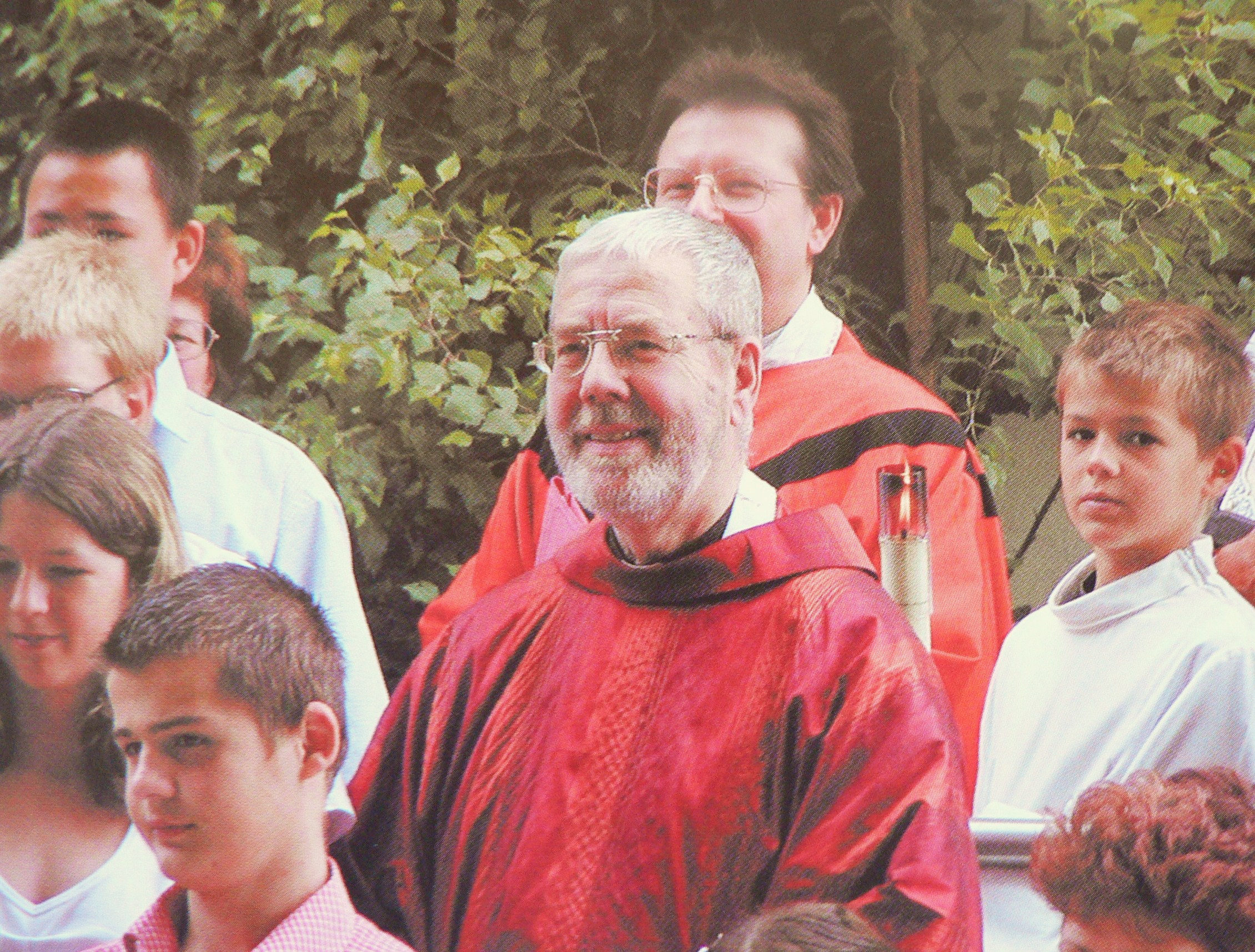
Der katholische Theologe Alois Albrecht gehört zu den Pionieren der Beatmesse; er schrieb 1972 moderne Gebete und liturgische Texte, die von Peter Janssens als Beatmesse vertont wurden

Ab 1972 entstanden „Beatmessen von großer Bedeutung“. Zu den Pionieren zählen Alois Albrecht und Peter Janssens, die das Werk Einer hat uns angesteckt als Beatmesse gemeinsam schufen.
Die erste große ökumenische und verlegte Beatmesse stammt aus den Jahren 1972/1973, trägt den Titel Liebe ist nicht nur ein Wort und war das Gemeinschaftswerk mehrerer Autoren und Komponisten. Sie war als „ökumenische Beatmesse zum Mitsingen“ angelegt. Die Texte stammten von Uwe Seidel und Diethard Zils; die Musik von Oskar Gottlieb Blarr, Eckart Bücken und Peter Janssens. Was 1972 als Projekt für den Düsseldorfer Kirchentag 1973 konzipiert und gefeiert wurde, fand drei Jahre später eine Verstetigung und Verankerung im Gemeindeleben.
1976 begründete Pfarrer Eberhard Viertel die Form einer ökumenischen Beatmesse als neue Art gottesdienstlichen Feierns an der evangelischen Johanneskirche in Köln. Uwe Seidel wurde ebenfalls Pfarrer an dieser Gemeinde. Zwischen 1985 und 2000 wurde die Beatmessenarbeit unter ihm überregional bekannt: Auf Kirchentagen füllten die Beatmessen und Lateinamerikatage die großen Versammlungsorte, wie z. B. die Berliner Waldbühne oder die Dortmunder Westfalenhalle. In den Kölner Beatmessen waren unter anderem Hanns Dieter Hüsch, Friedrich Karl Barth und Dietmar Schönherr regelmäßig zu Gast.
Andere Kirchengemeinden, vor allem in Deutschland, griffen dieses gottesdienstliche Format auf.
Beatmessen wurden unter anderem geschaffen und gefeiert, weil die hergebrachten Ordnungen des gottesdienstlichen Feierns und die dazugehörenden Sprachformen mit ihrer begrenzten Variabilität und ihrer streng an der Tradition ausgerichteten Prägung als „starr und restaurativ“ empfunden wurden. Dagegen wollte man „kreative Gottesdienstexperimente“ setzen. Hier spielten offenere Formen wie Jugendgottesdienste und Beatmessen unter Berücksichtigung von populärer Musikkultur eine große Rolle.

## Gestalt
Für Christian Grethlein sind Beatmessen und Beat-Gottesdienste vor allem im großstädtischen Milieu angesiedelt. Sie sind in ihrer Ausprägung mit Jazzgottesdiensten und Jugendgottesdiensten verwandt und können über den musikalischen Aspekt hinaus weitere formale Besonderheiten aufweisen:
- Predigten werden zu Ansprachen, werden durch ein Gespräch ersetzt (Gesprächsgottesdienst) oder fallen weg.
- Die Form wird frei gestaltet ohne strenge Rückbindung an traditionelle Liturgien und Gottesdienstformulare.
- Die Veranstaltung ist nicht an Gotteshäuser gebunden, sondern kann auch an anderen Orten des öffentlichen Raumes platziert sein.
- Beatmessen wenden sich an ein Publikum unabhängig von Pfarrei- und Konfessionsgrenzen.
- Sie werden fast nie im wöchentlichen Rhythmus gefeiert, sondern punktuell zu bestimmten Anlässen.

Regelmäßige Beatmessen finden seit Beginn dieser gottesdienstlichen Arbeit an der Johanneskirche in Köln als „innovative Gottesdienstform“ mit einer „lebendigen Liturgie“ bis heute (Stand 2020) statt. Hinter den Beatmessen der Johanneskirche stehen eine ökumenische Projektgruppe und die örtlichen Geistlichen beider Konfessionen. Für die Musik zeichnet die Band Ruhama verantwortlich. Die Prediger mühen sich um eine „Zeitansage aus persönlicher und gesellschaftspolitischer Sicht“.
Teilweise enthalten Beatmessen die musikalischen und liturgischen Grundelemente einer klassischen Messe, etwa das Kyrie eleison, aber auch Gesänge zur Gabenbereitung. Die Messteile sind häufig in Form von Liedern aus dem Bereich des Neuen Geistlichen Liedes:
- Wo Menschen sich vergessen, die Wege verlassen, Text: Thomas Laubach, Musik: Christoph Lehmann (1989) – als Teil des Sündenbekenntnisses (auch im katholischen Gesangbuch Gotteslob, Nr. 861)
- Kyrie eleison, Gott erbarm dich unser, Text und Musik: Thomas Quast
- Dir bringen wir die ungeliebten Träume, deutscher Text: Thomas Laubach – Gabenbereitungslied beim Kirchentag 2011

## Beatmessen (Auswahl)
- Wir haben einen Traum – Unser Leben sei ein Fest. Beatmesse (1972) von Alois Albrecht (Text), Josef Metternich Team und Peter Janssens (Komponist)

### Einspielungen
- Liebe ist nicht nur ein Wort. Ökumenische Beatmesse (1972) von Lothar Zenetti und Wilhelm Willms (Texte), Eckart Bücken (Komponist), Peter Janssens (Komponist), dem Chor der Neanderkirche Düsseldorf und dem Chor der Thomaskirche Düsseldorf unter der Leitung von Oskar Gottlieb Blarr. Label: Schwann AMS Studio 451.

- Fünf Brote Und Zwei Fische – Kinderbeatmesse (1977), Label: tvd 7706 Düsseldorf, mit Werken von Eckhart Bücken, Jürgen Fliege, Peter Janssens, Christoph Lehmann und Hans-Jürgen Netz

### Partituren
- Liebe ist nicht nur ein Wort – ökumenische Beatmesse zum Mitsingen, mit einem Vorwort und Aufführungshinweisen, hrsg. von Oskar Gottlieb Blarr, Uwe Seidel und Diethard Zils, verschiedene Komponisten, Klavier-Partitur mit Gitarren-Bezeichnungen, Bosse Verlag Regensburg 1973

- Einer hat uns angesteckt. Lateinamerikanische Beatmesse (1977) von Oskar Gottlieb Blarr und Eckhart Bücken. Carus-Verlag, Stuttgart 2010.

## Kirchenlieder im Umfeld der Beatmessen (Auswahl)
- Unser Leben sei ein Fest, Jesu Geist in unserer Mitte, Text und Musik: Peter Janssens (aus: Wir haben einen Traum, Beatmesse 1972) – heute: Gotteslob Nr. 715
- Wo Menschen sich vergessen, die Wege verlassen, Text: Thomas Laubach, Musik: Christoph Lehmann – heute: Gotteslob Nr. 861 und im Evangelischen Gesangbuch Wo wir dich loben, wachsen neue Lieder – plus Nr. 93[7] sowie im Gesangbuch der Evangelisch-methodistischen Kirche Nr. 568